# Адамівське
Ада́мівське — колишнє селище в Україні, у Кам'янському районі Дніпропетровської області. До 2008 року підпорядковувалося Саксаганській сільські раді.

## Географічне розташування
Селище розташовувалося за 0,5 км від сіл Теплівка й Зелена Долина та за 1 км від села Саксаганське. Поруч пролягають автошлях територыального значення Т 0429 та залізниця, на якій розташований зупинний пункт Адамівське.

## Історія
Село існувало до 2008 року. Зняте з обліку рішенням Дніпропетровської обласної ради від 23 травня 2008 року.

## Мова
Розподіл населення за рідною мовою за даними перепису 2001 року:
| Мова       | Відсоток |
| ---------- | -------- |
| українська | 100 %    |